# Acapoeta
Acapoeta is een geslacht van straalvinnige vissen uit de familie van eigenlijke karpers (Cyprinidae).

## Voorkomen
De soorten uit het geslacht zijn endemisch in het Tanganyikameer in Afrika.

## Soorten
- Acapoeta tanganicae (Boulenger, 1900)